# Iglesia de San Lorenzo (Yolombó)
La Iglesia de San Lorenzo es un templo religioso de culto católico bajo la advocación de San Lorenzo ubicada en el municipio colombiano de Yolombó, Antioquia. Si bien la Iglesia de San Lorenzo de Yolombó pertenece a la Diócesis de Girardota, originalmente hizo parte de la Arquidiócesis de Popayán, desde su creación en 1680, con el presbítero Mateo de Castrillón como párroco, pasando a manos de la Arquidiócesis de Bogotá hasta 1828, la Diócesis de Antioquia hasta 1868 y la Arquidiócesis de Medellín hasta 1988; y de ésta a la Diócesis de Girardota, de la que hace parte desde su erección.

## Historia
El templo principal fue trasladado a Las Cruces en 1870 por disposición de la Diócesis de Medellín, donde se construyó una capilla con techo de paja, que se cambió posteriormente por tejas. La edificación de la iglesia actual fue comenzada en 1887, bajo la dirección eclesial del padre Cipriano Pérez; estando ya techado en 1890. En 1920, siendo párroco Miguel Giraldo Salazar, se llevó a cabo la construcción del frontis. Entre 1930 y 1937 se concluyó la construcción de las cinco naves, con Eduardo Zuluaga como párroco, quien también dirigió remodelaciones, colocó el altar en mármol de Carrara y dotó a la iglesia de un órgano francés de marca Cavaillé-Coll en 1928.